# カルパチア石
カルパチア石(Karpatite、Carpatite)は、鉱物(有機鉱物)の一種。別称カルパタイト。

## 性質
組成は多環芳香族炭化水素のコロネンであり、化学式はC24H12で表される。結晶系は単斜晶系であり、黄色い針状結晶。比重は1.35。紫外線の照射で強い青色に蛍光する。

## 産出
一部結晶化した石英の表面に針状結晶や、その放射状集合として産出する。有機物を含む堆積物から生成される。時に辰砂の微粒を伴う。
1955年にトランスカルパチア（現在のウクライナ・ザカルパッチャ州）で発見され、組成C33H17Oとして報告された。1967年にはカリフォルニア州サンベニト郡産が「ペンドルトン石」（Pendoletonite)として報告されたが、同年にカルパチア石と同一であり、組成がコロネンと判明した。日本でも北海道鹿追町の古温泉に沈殿した珪華中のオパールから見つかっている。
土星の衛星のひとつ、タイタンの表面にも、存在が観測された。